# İbrahim Emet
İbrahim Emet  est un joueur turc de volley-ball né le 15 janvier 1986. Il mesure 2,10 m et joue central.

## Clubs
| Club           | Pays    | De        | À         |
| -------------- | ------- | --------- | --------- |
| Galatasaray SK | Turquie | 2008-2009 | 2008-2009 |